# Leonard Trelawny Hobhouse
Leonard Trelawny Hobhouse, född 8 september 1864 i St Ive (ej att förväxlas med St Ives) nära Liskeard i Cornwall, död 21 juni 1929 i Alençon i Orne, var en brittisk filosof och sociolog. 
Han föddes i ett konservativt prästhem i Cornwall men blev i Oxford politiskt radikal (och agnostiker), vilket kommer till uttryck i boken The Labour Movement. Hobhouse är dock mest känd för sin bok Liberalism (1911), som blev ett tongivande verk för den s.k. nya liberalismen. Här argumenterar Hobhouse bl.a. för att arbetsgivare och arbetstagare i allmänhet inte kan ses som jämlika parter, varför staten bör ha en roll för att understödja de senare. Hans åsikt var att vissa regleringar av den fria kontraktsrätten faktiskt ökade människors effektiva frihet, med andra ord ökade den "sociala friheten" på den "icke-socialas" bekostnad. Hobhouse förespråkade bl.a. progressiv inkomstskatt.
Han var bror till fredsaktivisten Emily Hobhouse.